# Washington (ur. 1 kwietnia 1975)
Washington, właśc. Washington Stecanela Cerqueira (ur. 1 kwietnia 1975 w Brasilii) – brazylijski piłkarz grający na pozycji środkowego napastnika. Reprezentant kraju, uczestnik Pucharu Konfederacji 2001.

## Kariera klubowa
Washington profesjonalną karierę zaczynał w Caxias z miasta o tej samej nazwie. W 1997 przeniósł się do Internacionalu. W barwach klubu z Porto Alegre zadebiutował w krajowych rozgrywkach seniorskich – w Pucharze Brazylii 1997 rozegrał 3 mecze i strzelił 1 gola. W pierwszej lidze brazylijskiej po raz pierwszy zagrał 25 lipca 1999 (mecz Paraná Clube – Santos FC). W 2000 znalazł się w Ponte Precie, w której spędził dwa lata. Po tym czasie odszedł do tureckiego Fenerbahçe SK.
Dla nowego klubu rozegrał zaledwie kilkanaście meczów, gdy na początku 2003 roku wykryto u niego kłopoty z sercem, które poważnie zagrażały jego piłkarskiej karierze. Washington poddał się operacji i po 14-miesięcznej przerwie wrócił na boisko. Zatrudniony w 2004 roku przez Athletico Paranaense odzyskał formę i poprowadził drużynę z Kurytyby do wicemistrzostwa kraju, zdobywając jednocześnie koronę króla strzelców (34 gole w 38 meczach – kolejni na liście Deivid z Santosu FC oraz Alex Dias z Goiás EC zdobyli po 22 bramki). Ustanowił przy tym do dziś niepobity rekord bramek strzelonych w jednej edycji rozgrywek.
W wyniku dobrych występów przeniósł się w 2005 do ligi japońskiej, w której spędził 3 lata, strzelając w tym okresie ponad 60 goli. W 2007 roku wraz z drużyną Urawa Red Diamonds (jako mistrzem Azji) wziął udział w Klubowych Mistrzostwach Świata, gdzie był najlepszym strzelcem (3 gole), a jego zespół zajął 3. miejsce. W 2008 roku dzięki kontraktowi z Fluminense FC powrócił do Brazylii. Pomógł nowemu klubowi dotrzeć do finału Pucharu Wyzwolicieli, a w lidze brazylijskiej został po raz drugi królem strzelców (21 bramek – ex aequo z Kléberem Pereirą i Keirrisonem). W grudniu 2008 przeszedł na zasadzie wolnego transferu do São Paulo FC.
27 lipca 2010 został ponownie zawodnikiem Fluminense FC. Z Fluminense zdobył mistrzostwo Brazylii 2010. Washington przyczynił się do zdobyć przez Flu czego dowodem 8 strzelonych bramek w 25 meczach. 18 stycznia 2011 Washington ogłosił zakończenie kariery z powodu choroby serca. Ogółem w latach 1999–2010 Washington rozegrał w lidze brazylijskiej 200 spotkań, w których strzelił 125 bramek.

## Kariera reprezentacyjna
W reprezentacji Brazylii zadebiutował (jako gracz Ponte Prety) 25 kwietnia 2001 w meczu przeciwko Peru w ramach eliminacji do Mistrzostw Świata 2002. Zastąpił w 79. minucie Vampetę. Wkrótce po tym znalazł się w kadrze na Puchar Konfederacji 2001. Rozegrał podczas niego wszystkie 5 meczów strzelając jednego (pierwszego w drużynie narodowej) gola (31 maja w meczu z Kamerunem wygranym 2-0), a Brazylia zajęła 4. miejsce. Po turnieju zagrał jeszcze w kilku towarzyskich meczach, ale ostatecznie nie znalazł się w drużynie na Mundial 2002. Jego ostatnim występem było spotkanie przeciwko Islandii (7 marca 2002, wygrane 6-1). W sumie w reprezentacji rozegrał 9 meczów i strzelił w nich 2 gole.